# Zamet
Zamet, (olaszul: Zamét) Fiume városrésze Horvátországban, Tengermellék-Hegyvidék megyében.

## Fekvése
Zamet Fiume nyugati részén található, a város központjától északnyugatra fekszik. Délen és nyugaton Kantrida, északon Srdoči, Grbci és Gornji Zamet, keleten pedig Pehlin és Sveti Nikola határolja.

## Története

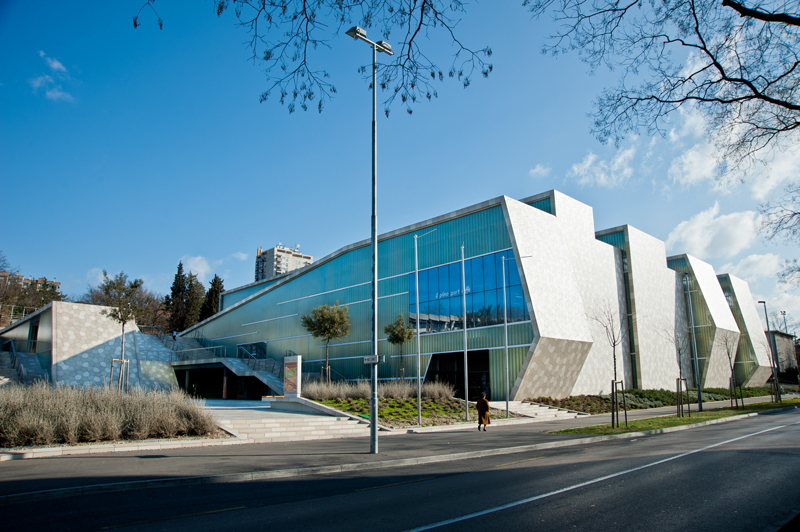
A Zamet sportcsarnok épülete

## Oktatás
Zamet Általános Iskola

## Sport
- Zamet sportcsarnok
- RK Zamet kézilabdaklub